# Pethes Margit
Pethes Margit (Dunaföldvár, 1898. május 6. – Budapest, 1983. április 24.) magyar színésznő.

## Életpályája
Szülei: Pethes István gyógyszerész és Bogár Julianna (1863–1937) voltak. Rózsahegyi Kálmán színiiskolájában tanult. 1924–1935 között a Nemzeti Színházban szerepelt. Kellemes megjelenésű, szép színpadi beszédű színésznő volt, aki drámai jellemszerepeket játszott. 1934-ben Budapesten házasságot kötött Bézi István (1891–1955) közkórházi főorvossal. 1935-ben nyugdíjba vonult.
Sírja a Farkasréti temetőben látogatható (16-3-4).

## Színházi szerepei
- Madách Imre: Mózes....Mária
- Szophoklész: Antigoné....Eurydike
- Jókai Mór: Az aranyember....Athália
- Hevesi Sándor: Császár és komédiás....Heléna
- Csathó Kálmán: Lilla....Csepyné
- Herczeg Ferenc: A híd....Poldi hercegnő
- Edmond Rostand: Cyrano de Bergerac....Klára
- William Shakespeare: Sok hűhó semmiért....Margit
- William Shakespeare: Rómeó és Júlia....Júlia anyja
- Victorien Sardou: A szókimondó asszonyság....Savaryné